# キャスリーン・フリーマン
キャスリーン・フリーマン（Kathleen Freeman, 1919年2月17日 - 2001年8月23日）は、アメリカ合衆国の女優、声優である。

## 来歴
1919年、イリノイ州シカゴに生まれる。両親がボードビリアンであったために、幼少の頃からステージでダンスなどを披露していた。しばらくしてカリフォルニア大学ロサンゼルス校で音楽と演技を学び、舞台などへの出演を経て、1948年にフィルム・ノワール『The Naked City』で映画デビューを果たす。
その後も順調にキャリアを重ね、ケーリー・グラント、ジョン・ウェイン、トニー・カーティス、ラナ・ターナー、マリリン・モンロー、ジェリー・ルイス、ヴィンセント・プライス、カーク・ダグラスなど数多くのスターたちと共演した。とりわけジェリー・ルイスの映画には合計10本出演し、劇中でユーモラスな演技を披露している。映画出演と並行して1950年代からはテレビにも進出し、数多くのテレビシリーズに出演して視聴者に印象を残した。
貫禄のある雰囲気を活かして肝の据わった役柄を演じることも少なくなく、ジョン・ベルーシとダン・エイクロイドが主演した『ブルース・ブラザース』での孤児院のシスター役や、レスリー・ニールセンが主演した『裸の銃を持つ男 PART33 1/3 最後の侮辱』での凶悪犯の母親役などでも注目を浴びた。

### 死去
2001年8月23日、肺癌のため、ニューヨーク市内の病院で死去する。82歳だった。劇場公開作としてはドリームワークス・アニメーション製作のアニメ映画『シュレック』への声の出演が遺作となった。

## 主な出演作品

### 映画
- 裸の町 The Naked City (1948)
- Behind Locked Doors (1948)
- ハウス・バイ・ザ・リバー House by the River (1950)
- 猛獣と令嬢 The Reformer and the Redhead (1950)
- セカンド・フェイス The Second Face (1950)
- 犯人を逃がすな Cry Danger (1951)
- 陽のあたる場所 A Place in the Sun (1951)
- 六年目の誘惑 Come Fill the Cup (1951)
- 結婚しましょう Let's Make It Legal (1951)
- The Wild Blue Yonder (1951)
- 地上最大のショウ The Greatest Show on Earth (1952)
- Love Is Better Than Ever (1952)
- 雨に唄えば Singin' in the Rain (1952)
- 人生模様 O. Henry's Full House (1952)
- モンキー・ビジネス Monkey Business (1952)
- 悪人と美女 The Bad and the Beautiful (1952)
- ゼンダ城の虜 The Prisoner of Zenda (1952)
- マグネティック・モンスター The Magnetic Monster (1953)
- やんちゃ学生 The Affairs of Dobie Gillis (1953)
- 遠い国 The Far Country (1954)
- 画家とモデル Artists and Models (1955)
- 明日泣く I'll Cry Tomorrow (1955)
- 赤い河の逆襲 Pawnee (1957)
- よろめき休暇 Kiss Them for Me (1957)
- ハエ男の恐怖 The Fly (1958)
- 月夜の出来事 Houseboat (1958)
- 大海賊 The Buccaneer (1958)
- アラスカ魂 North to Alaska (1960)
- 底抜けもててもてて The Ladies Man (1961)
- 底抜け便利屋小僧 The Errand Boy (1961)
- 野生の収穫 Wild Harvest (1962)
- 底抜け大学教授 The Nutty Professor (1963)
- 底抜けオットあぶない Who's Minding the Store? (1963)
- 底抜け00の男 The Disorderly Orderly (1964)
- モンタナの西 Mail Order Bride (1964)
- 底抜けいいカモ The Patsy (1964)
- ランダース The Rounders (1965)
- おかしな気持 That Funny Feeling (1965)
- 結婚専科 Marriage on the Rocks (1965)
- 底抜け替え玉戦術 Three on a Couch (1966)
- 殺しの分け前/ポイント・ブランク Point Blank (1967)
- ガンファイターの最後 Death of a Gunfighter (1969)
- 悪党谷の二人 The Good Guys and the Bad Guys (1969)
- マイラ Myra Breckinridge (1970)
- 砂漠の流れ者 The Ballad of Cable Hogue (1970)
- 地平線から来た男 Support Your Local Gunfighter (1971)
- Where Does It Hurt? (1972)
- バチェラー・パーティ 恋の3分コール Your Three Minutes Are Up (1973)
- スティング The Sting (1973)
- 世界最強の男 The Strongest Man in the World (1975)
- バトル・オブ・ザ・バイキング The Norseman (1978)
- ブルース・ブラザース The Blues Brothers (1980)
- ハートビープス/恋するロボットたち Heartbeeps (1981)
- ときめきセクシーチャンス/ビキニ・ショップ The Malibu Bikini Shop (1986)
- 明日へのタッチダウン The Best of Times (1986)
- ウー・ウー・キッド In the Mood (1987)
- インナースペース Innerspace (1987)
- ドラグネット 正義一直線 Dragnet (1987)
- ティーン・ウルフ2/ぼくのいとこも狼だった Teen Wolf Too (1987)
- ピラニア刑事 Glitz (1988)
- ワン・モア・タイム Chances Are (1989)
- NEMO/ニモ Nemo: Nimo (1989) - 声の出演
- グレムリン2 新・種・誕・生 Gremlins 2: The New Batch (1990)
- ナイトメアン/子供たちの百物語 The Willies (1990)
- あぶない週末 Dutch (1991)
- 不思議の森の妖精たち FernGully: The Last Rainforest (1992) - 声の出演
- ホーカス ポーカス Hocus Pocus (1993)
- レックレス・ケリー/向こうみずで行こう! Reckless Kelly (1993)
- 裸の銃を持つ男33 1/3 Naked Gun 33 1/3: The Final Insult (1994)
- ドタキャン・パパ Carpool (1996) - 声のみの出演
- ヘラクレス Hercules (1997) - 声の出演
- ブルース・ブラザース2000 Blues Brothers 2000 (1998)
- サンタに化けたヒッチハイカーは、なぜ家をめざすのか？ I'll Be Home for Christmas (1998)
- ベイビー・トーキング Baby Geniuses (1999)
- ヘッド・ロック GO!GO!アメリカン・プロレス Ready to Rumble (2000)
- ナッティ・プロフェッサー2 クランプ家の面々 Nutty Professor II: The Klumps (2000)
- ジョー・ダート 華麗なる負け犬の伝説 Joe Dirt (2001)
- シュレック Shrek (2001) - 声の出演

### テレビドラマ
- ドラグネット Dragnet (1952)
- トッパー Topper (1953 - 1954)
- ノース夫人 Mr. & Mrs. North (1954)
- マチネー・シアター Matinee Theatre (1955 - 1956)
- パパは何でも知っている Father Knows Best (1956)
- 名犬ラッシー Lassie (1958)
- ハワイアン・アイ Hawaiian Eye (1959)
- サンセット77 77 Sunset Strip (1959, 1960, 1963)
- 幌馬車隊 Wagon Train (1959 - 1964)
- バーボン・ストリート Bourbon Street Beat (1960)
- ドビーの青春 The Many Loves of Dobie Gillis (1960)
- 危険を買う男ロビン・スコット The Case of the Dangerous Robin (1960)
- おじさまはひとりもの  Bachelor Father (1960, 1961)
- スミスという男 Whispering Smith (1961)
- ローハイド Rawhide (1962)
- ララミー牧場 Laramie (1962)
- ブロンコ Bronco (1962)
- ミスター・エド Mister Ed (1962)
- 87分署シリーズ 87th Precinct (1962)
- マッコイじいさん The Real McCoys (1963)
- アルフレッド・ヒッチコック・アワー The Alfred Hitchcock Hour (1963 - 1965)
- ジェネラル・ホスピタル General Hospital (1963)
- じゃじゃ馬億万長者 The Beverly Hillbillies (1963 - 1970)
- ルーシー・ショー The Lucy Show (1964)
- ベン・ケーシー Ben Casey (1964)
- スラッタリー物語 Slattery's People (1965)
- おやじは億万長者 O.K. Crackerby! (1965)
- 家主さんはナイスガイ Hey, Landlord (1966, 1967)
- ラレード Laredo (1967)
- ぼくら1匹6人 Please Don't Eat the Daisies (1967)
- パパ大好き My Three Sons (1967)
- 0011ナポレオン・ソロ The Man from U.N.C.L.E. (1967)
- 鬼警部アイアンサイド Ironside (1967)
- かわいい魔女ジニー I Dream of Jeannie (1967, 1968)
- ボナンザ Bonanza (1967, 1970)
- 西部の王者ダニエル・ブーン Daniel Boone (1968)
- ハイ・シャパラル The High Chaparral (1968)
- バットマン Batman (1968)
- マイペース二等兵 Gomer Pyle: USMC (1968, 1969)
- ミセスと幽霊 The Ghost & Mrs. Muir (1969)
- 恋愛専科 Love, American Style (1969 - 1970)
- すてきなサンディー  Funny Face (1971)
- 探偵キャノン Cannon (1972)
- 事件記者コルチャック Kolchak: The Night Stalker (1975)
- 刑事コジャック Kojak (1977)
- 女刑事ペパー Police Woman (1978)
- 白バイ野郎ジョン&パンチ CHiPs (1980)
- TVキャスター マーフィー・ブラウン Murphy Brown (1988)
- アルフ Alf (1988)
- 愉快なシーバー家 Growing Pains (1988 - 1990)
- L.A.ロー 七人の弁護士 L.A. Law (1989)
- ディズニーランド Disneyland (1989)
- ゴールデン・ガールズ The Golden Girls (1990)
- ハリウッド・ナイトメア Tales from the Crypt (1991)
- 冒険野郎マクガイバー MacGyver (1991)
- ビバリーヒルズ高校白書 Beverly Hills, 90210 (1991)
- マトロック Matlock (1991)
- 冒険野郎マクガイバー MacGyver (1991)
- 天才少年ドギー・ハウザー Doogie Howser, M.D. (1992)
- サンフランシスコの空の下 Party of Five (1994)
- 反逆のヒーローレネゲイド Renegade (1995)
- ロザンヌ Roseanne (1996)
- メルローズ・プレイス Melrose Place (1996)
- ER緊急救命室 ER (1996)
- プロビデンス Providence (1999)

### テレビアニメ
- スノークス Snorks (1985)
- わんぱくダック夢冒険 DuckTales (1989 - 1990)
- チップとデールの大作戦 Chip 'n' Dale Rescue Rangers (1990)
- ダックマン Duckman: Private Dick/Family Man (1994)
- 科学少年J.Q The Real Adventures of Jonny Quest (1996)
- カウ&チキン Cow and Chicken (1998)
- Detention (1999)
- ラグラッツ Rugrats (1999)
- バットマン・ザ・フューチャー Batman Beyond (2000)
- ジンジャーの青春日記 As Told by Ginger (2000-2002)

### ゲーム
- The Curse of Monkey Island (1997) - 声の出演